# Münchhausen (Assia)
Münchhausen è un comune tedesco di 3 315 abitanti situato nel land dell'Assia.